# 캐나다 포스트
캐나다 포스트 주식회사(프랑스어: Société canadienne des postes)는 캐나다 포스트(프랑스어: Postes Canada)라는 상호로 운영되는 캐나다의 공기업으로, 캐나다의 주요 우편 운영자로 기능한다.
원래 로열 메일 캐나다(1867년 설립된 캐나다 정부의 우체국 부서의 운영 명칭)로 알려졌던 1981년 캐나다 포스트 주식회사 법은 우체국 부서를 폐지하고 현재의 우편 서비스를 제공하는 공기업을 설립했다. 이 법은 우편 서비스의 재정적 안정과 독립성을 보장함으로써 새로운 방향을 설정하는 것을 목표로 했다.
캐나다 포스트는 2022년에 1,600만 개 이상의 주소에 서비스를 제공하고 약 84억 개의 우편물을 배달했으며, 운영 통합 매출은 111억 1천만 달러에 달했다. 배달은 25,000명의 우편 배달원이 13,000대의 차량을 통해 전통적인 "문 앞" 서비스와 중앙 집중식 배달을 통해 이루어진다. 전국에 6,200개 이상의 우체국이 있으며, 이는 법인 사무실과 약국과 같은 소매업체가 운영하는 민간 프랜차이즈의 조합이다. 서비스 지역 측면에서 캐나다 포스트는 러시아를 포함한 다른 어떤 나라의 우편 서비스보다 넓은 지역에 배달한다(시베리아의 러시아 우정 서비스는 주로 철도 노선에 있는 지역 사회로 제한된다). 2022년 기준으로 약 350만 명의 캐나다 시골 고객이 주거지 우편 배달 서비스를 받았다.
캐나다 포스트는 캐나다 포스트 그룹이라는 회사 그룹으로 운영된다. 약 70,000명의 정규직 및 시간제 직원을 고용하고 있다. 이 공사는 Purolator Courier, Innovapost, Progistix-Solutions 및 Canada Post International Limited에 지분을 보유하고 있다.
캐나다 포스트(프랑스어: Postes Canada)는 Federal Identity Program의 이름이다. 법적 명칭은 영어로 Canada Post Corporation, 프랑스어로 Société canadienne des postes이다. 1980년대 후반과 1990년대 대부분 동안, 회사의 로고에 사용된 약어는 "Mail"(영어)과 "Poste"(프랑스어)였으며, 퀘벡에서는 "Poste Mail", 다른 주에서는 "Mail Poste"로 표기되었다. 비록 영어 광고에서도 이 회사를 "Canada Post"라고 언급했지만 말이다.

## 역사

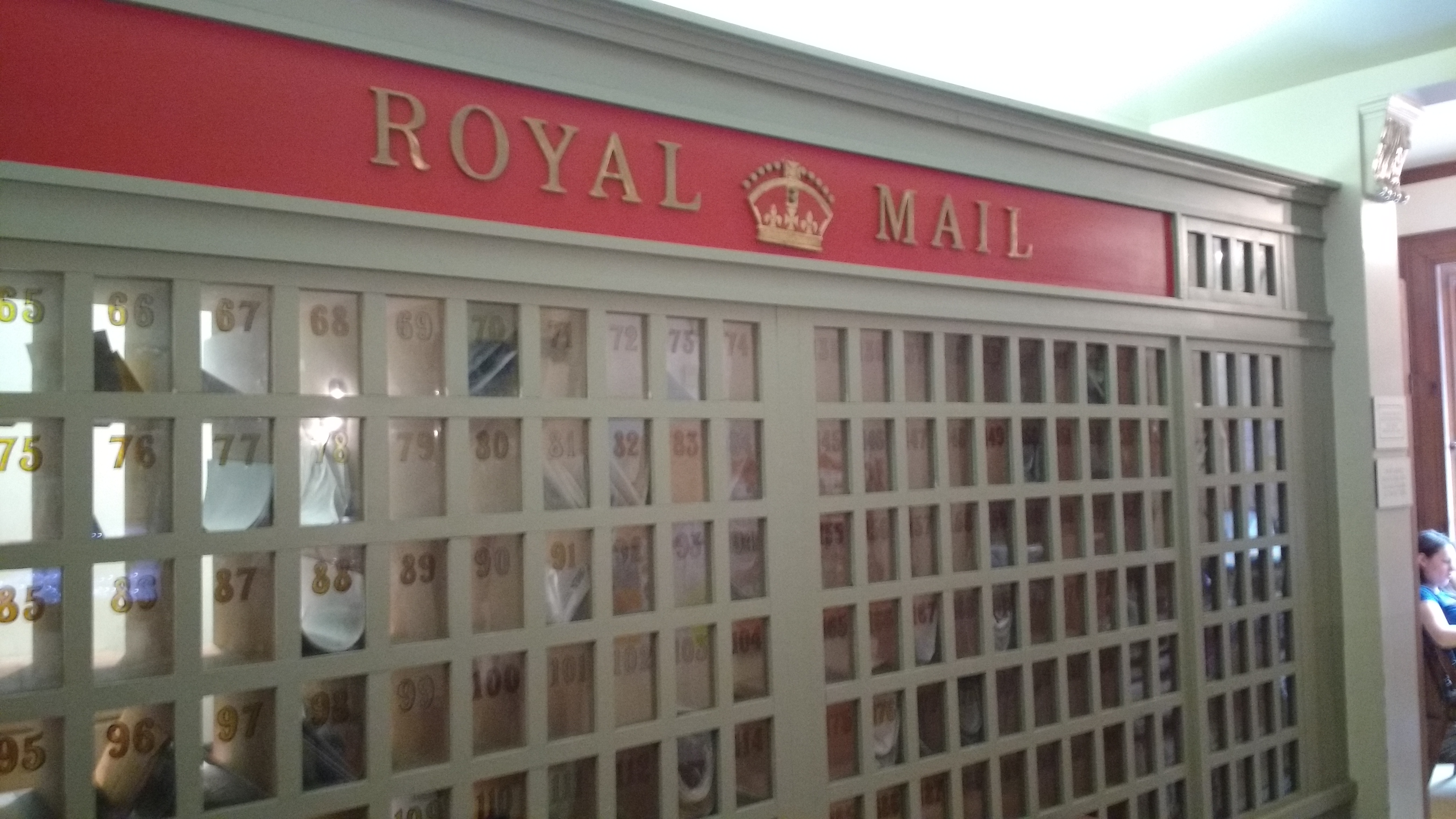
1833년 건설된 토론토 우체국의 로열메일 표지판. 영국 로열메일은 1851년까지 캐나다주의 우편 시스템을 관리했다.

1527년 8월 3일, 뉴펀들랜드 세인트존스에서 현재의 캐나다에서 처음으로 알려진 편지가 발송되었다. 세인트존스에 머무는 동안 존 러트는 헨리 8세에게 자신의 발견과 계획된 항해에 대해 편지를 썼다. 캐나다 내 우편 배달은 1693년 포르투갈 출신 페드루 다 실바가 퀘벡 시티와 몬트리올 사이의 배달을 위해 돈을 받으면서 처음 시작되었다. 1711년부터 1851년까지 영국령 북아메리카의 우체국은 영국 우체국의 로열메일의 연장이었다.
1851년 4월, 캐나다주의 우편 서비스 통제권은 Postmaster General of the United Kingdom에서 새로 구성된 Postmaster General for the Province of Canada로 이전되었다. 노바스코샤, 뉴브런즈윅, 프린스에드워드아일랜드 식민지의 우편 책임도 그 해에 지역 정부로 이전되었다. 최초의 우표(샌드포드 플레밍이 디자인)는 같은 해 캐나다에서 유통되기 시작했다.

### 설립

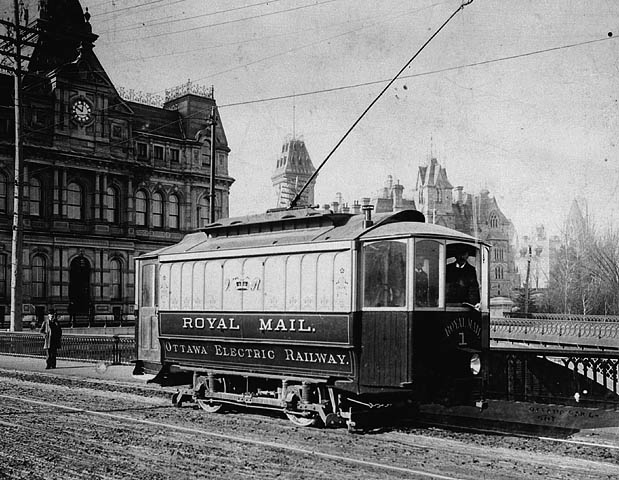
오타와에서 로열메일 캐나다가 사용했던 노면전차, c. 1890년대

1867년에 새로 형성된 캐나다 자치령은 우체국 부서를 캐나다 내각 장관인 Postmaster General of Canada이 이끄는 연방 정부 부서(우편 서비스 규제법)로 만들었다. 이 법은 1868년 4월 1일에 발효되어 새로 설립된 자치령 전역에 걸쳐 균일한 우편 서비스를 제공했다. 캐나다 우체국은 롤랜드 힐 경이 만든 영국 서비스를 모델로 하여, 우편 요금을 목적지가 아닌 무게로 부과하고 우표 개념을 도입했다. 새로운 서비스는 로열 메일 캐나다라는 이름으로 거래되었다. 1878년에 만국 우편 연합에 가입했다.
오늘날 캐나다 우체국 부서의 역사와 관련된 여러 유적지를 방문할 수 있다. 온타리오주에서는 첫 토론토 우체국이 여전히 운영되고 있다. 스코샤뱅크 아레나의 부지는 한때 캐나다 포스트 배달 빌딩이었다. 밴쿠버 메인 우체국과 유콘 준주 도슨의 우체국도 주목할 만하며, 이들은 캐나다 국립 사적지이다. 노바스코샤 주 페기스 코브에서는 19세기 등대가 작은 해안 공동체를 위한 계절 우체국 역할을 한다.

### 20세기

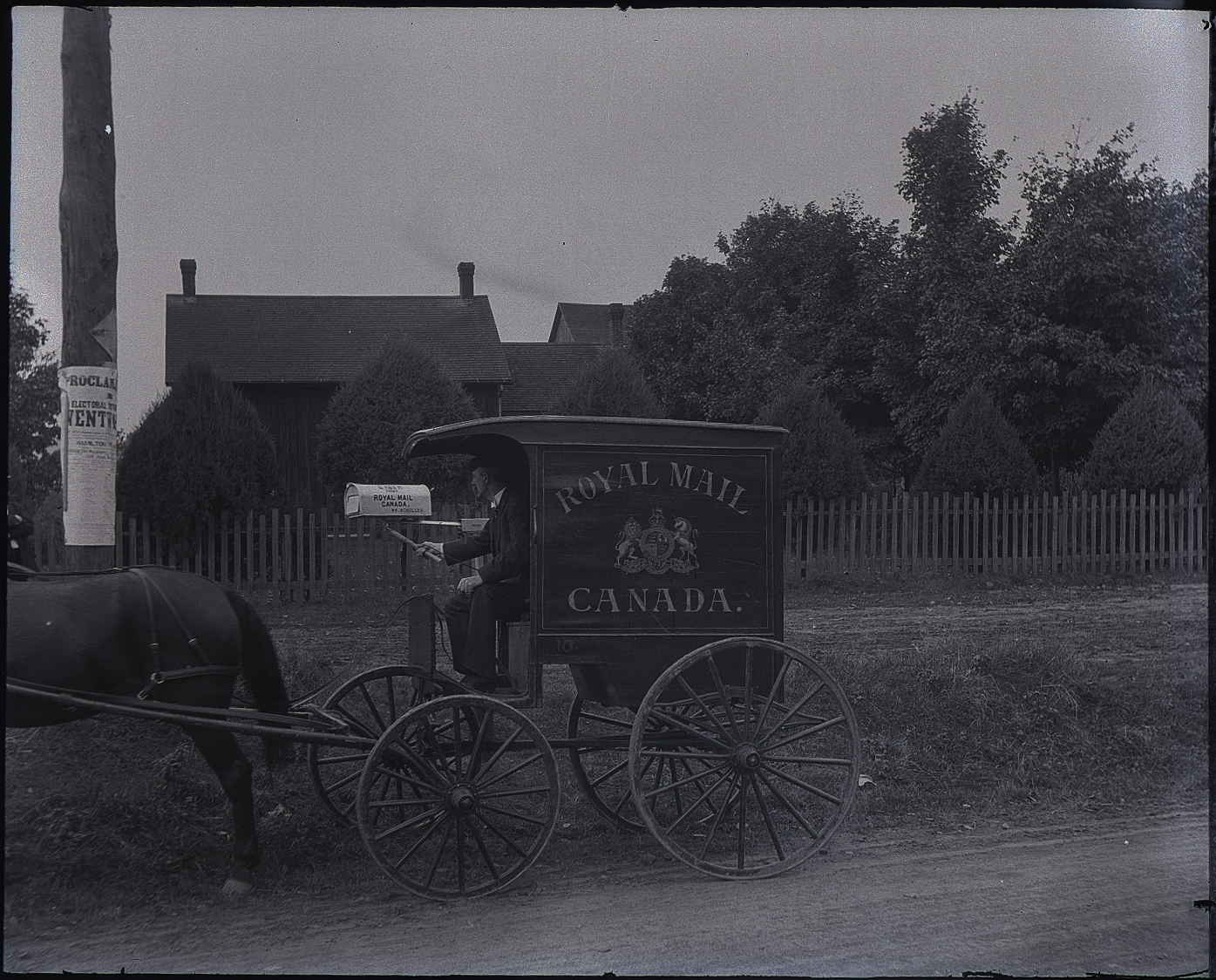
1908년 10월, 로열 메일 캐나다 시골 우편 배달 카트

시골 우편 배달이 시작되기 전에는 대도시나 읍내 외부에 거주하는 많은 캐나다인들이 외부 세계와 거의 소통하지 못했다. 1908년 10월 10일, 캐나다에서 최초의 무료 시골 우편 배달 서비스가 시작되었다. 모든 캐나다 시골 거주자에게 주거지 우편 배달 서비스를 확대하는 것은 우체국 부서의 주요 업적이었다.
우체국 부서는 항공우편 배달의 초기 개척자였으며, 1918년 6월 24일 몬트리올에서 토론토로 우편물을 운반하는 첫 항공우편 비행이 이루어졌다. 1927년까지 항공우편 서비스는 매니토바로 확장되었고, 리무스키, 퀘벡 시티, 몬트리올, 오타와 간의 정기 항공우편 노선이 설립되었다. 1937년, 우체국은 Trans-Canada Airlines에 항공우편 계약을 제공했다. 밴쿠버와 몬트리올 간의 일일 항공우편 서비스는 1939년에 시작되었다.
1868년 4월 우체국 법에 의해 설립된 우체국 저축 은행 시스템은 1968년-69년에 단계적으로 폐지되었다.

#### 위기와 개혁
1970년대는 우체국에게 어려운 시기였는데, 대규모 파업과 1981년까지 6억 달러에 달했던 연간 적자가 겹쳤다. 이러한 상황으로 인해 정치인들은 연방 부서에 대한 전략을 재고하게 되었다. 이는 캐나다 우편 배달의 미래에 대한 2년간의 공개 토론과 의견 수렴으로 이어졌다. 정부는 우체국에 더 많은 자율성을 부여하여 상업적으로 더 존속 가능하게 만들고 새로운 위협인 민간 퀵서비스 업체와 경쟁할 수 있도록 노력했다.
1981년 10월 16일, 연방 의회는 "캐나다 포스트 주식회사 법"을 통과시켰다. 이는 캐나다 포스트를 공기업으로 전환하여 캐나다 포스트 주식회사(CPC)를 설립했다. 이 법은 또한 모든 캐나다인에게 기본적인 우편 서비스를 법적으로 보장하는 조치를 포함했다. 이는 모든 캐나다인이 거주지에 관계없이 우편 배달을 기대할 권리가 있음을 명시한다.
1985년, 캐나다 포스트는 새로운 구역에서 문전 배달 대신 커뮤니티 우체통을 단계적으로 도입하기 시작했다. 이는 법적 문제에 부딪혔고, 온타리오 법원은 캐나다 포스트 법이 문전 우편 배달을 요구하지 않는다고 판결해야 했다.
1989년까지 캐나다 포스트는 재정 문제의 상당 부분을 해결하여 1957년 이후 처음으로 이익을 보고했다. 1995년부터 2010년까지 꾸준히 이익을 내며 운영을 계속했다.
1993년, 캐나다 포스트는 Purolator Courier의 대주주 지분을 매입했다. 2000년에는 고객이 참여하는 상인 및 기관으로부터 청구서를 온라인으로 무료로 받을 수 있는 Epost를 출시했다. Epost는 2022년 말에 중단되었다.

### 21세기
2000년대와 2010년대에는 시골 우편 서비스에 작은 차질이 발생하여, 우편 노동자 안전에 대한 우려로 인해 84만 7천 개의 우체통 중 5천 개가 일시적으로 폐쇄되었다.
2007년, 2008년, 2009년에는 이 회사가 매클린스 잡지에 발표된 캐나다의 100대 고용주 중 하나로 선정되었다. 2008년, 캐나다 포스트의 행정직 노조인 Public Service Alliance of Canada(PSAC)의 파업으로 인해 고객 서비스에 작은 문제가 발생했다.

#### 구조조정 시도와 반발 (2010–2017)
2010년, 캐나다 포스트는 "우편 전환(Postal Transformation)"이라는 7년간의 현대화 노력을 시작했으며, 더 큰 자동화와 동력화에 투자했다. 이 계획의 일환으로 우편 배달원의 업무가 우편 서비스 택배원의 업무와 통합되었다. 이로 인해 우편물 미배달, 초과 근무 증가, 업무 스트레스, 피로 및 야간 작업으로 인한 부상 등의 불만이 제기되었다.
이에 대응하여 Canadian Union of Postal Workers(CUPW)은 1997년 이후 처음으로 캐나다 포스트에 대해 파업에 돌입했다. 다음 주에 캐나다 포스트는 CUPW 회원들을 직장폐쇄했고, 하퍼 정부는 곧 업무 복귀 명령을 구속력 있는 중재와 함께 통과시켰다. 이로 인해 2012년에 새로운 합의가 이루어졌는데, 시간당 4달러의 시작 임금 인하와 적립식 병가 상실 등 노조로부터 큰 양보가 있었다. CUPW는 업무 복귀법에 대해 법원에서 성공적으로 이의를 제기했지만, 새로운 합의는 CUPW 회원들의 동의를 얻었으므로 여전히 유효했다.
캐나다 포스트는 2011년에 2억 5천 3백만 달러의 세전 손실을 기록했는데, 이는 부분적으로 25일간의 직원 직장폐쇄와 1억 5천만 달러의 임금 평등 집단 소송 때문이었다. 2012년부터 2016년까지 캐나다 포스트는 2억 6천 6백만 달러의 순이익을 기록하며 재정적 지속 가능성을 회복했다.

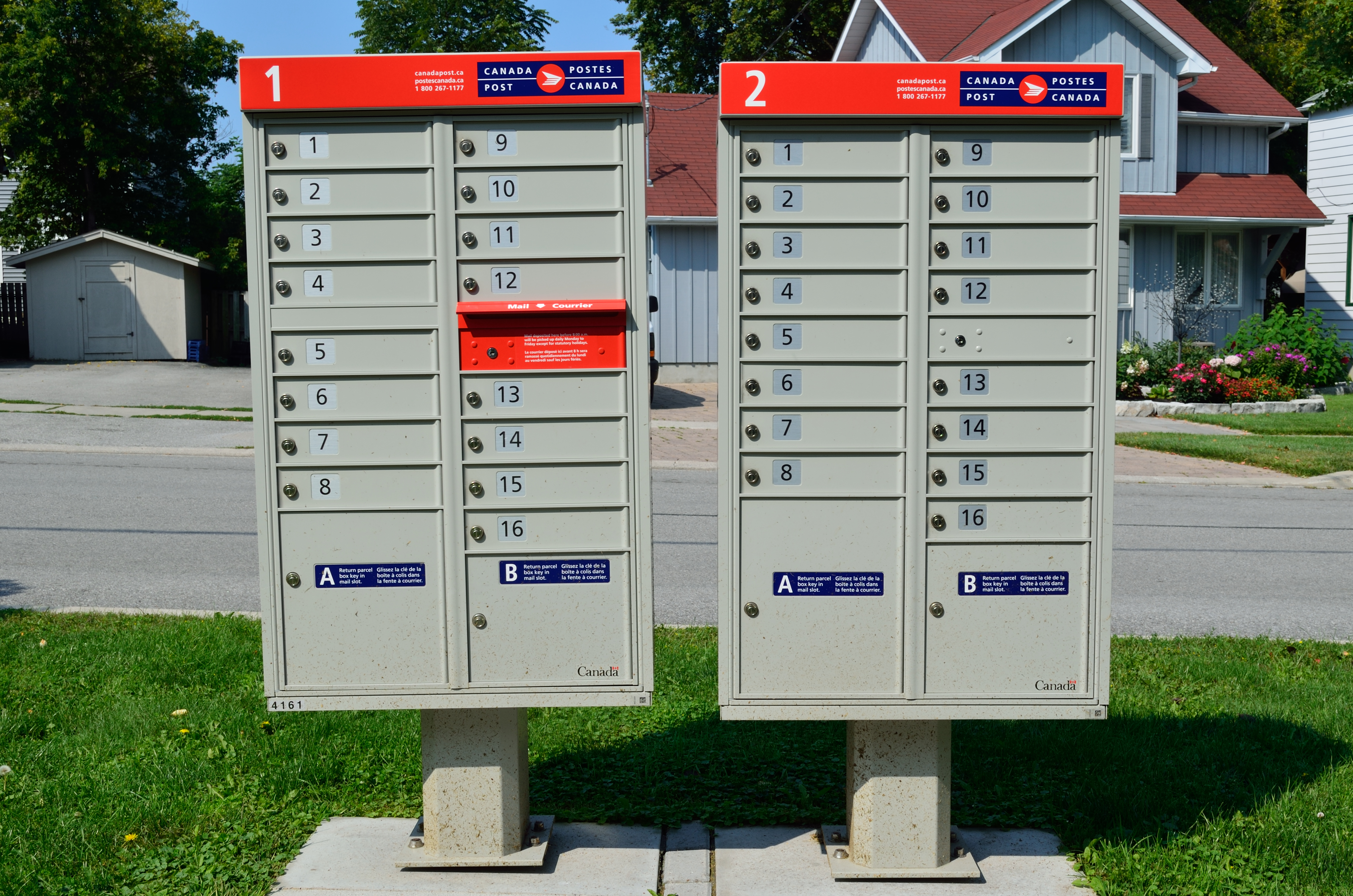
2017년 온타리오주에 있는 캐나다 포스트 커뮤니티 우체통

2014년, 캐나다 포스트는 도시 지역에서 문전 배달 서비스를 단계적으로 폐지하고 커뮤니티 우체통으로 대체하려고 시도했는데, 이는 캐나다 주소의 약 32%에 영향을 미치고 8,000개 이상의 일자리를 줄이는 것이었다. 이 조치는 특히 노인과 장애인에게 미치는 영향 때문에 널리 비난받았다. 당시 사장이자 최고경영자였던 디팍 초프라는 대중의 비난 대상이 되었다. 2015년, CUPW는 단계적 폐지 중단을 요구하는 연방 소송을 제기했다.
자유당 대표 쥐스탱 트뤼도는 2015년 캐나다 연방 선거 유세의 일환으로 단계적 폐지를 중단하겠다고 약속했다. 그의 승리 후, 캐나다 포스트는 단계적 폐지를 중단했다. 초프라는 2017년 여름, 임기 만료 3년 전에 사임을 발표했다. 자유당 정부는 2018년 1월에 공식적인 중단을 발표했다. 캐나다 포스트는 2016년 4월 15일 이전에 영향을 받은 지역에 문전 배달을 재개하지 않았다.

#### 재정 및 노사 위기 (2018년–현재)

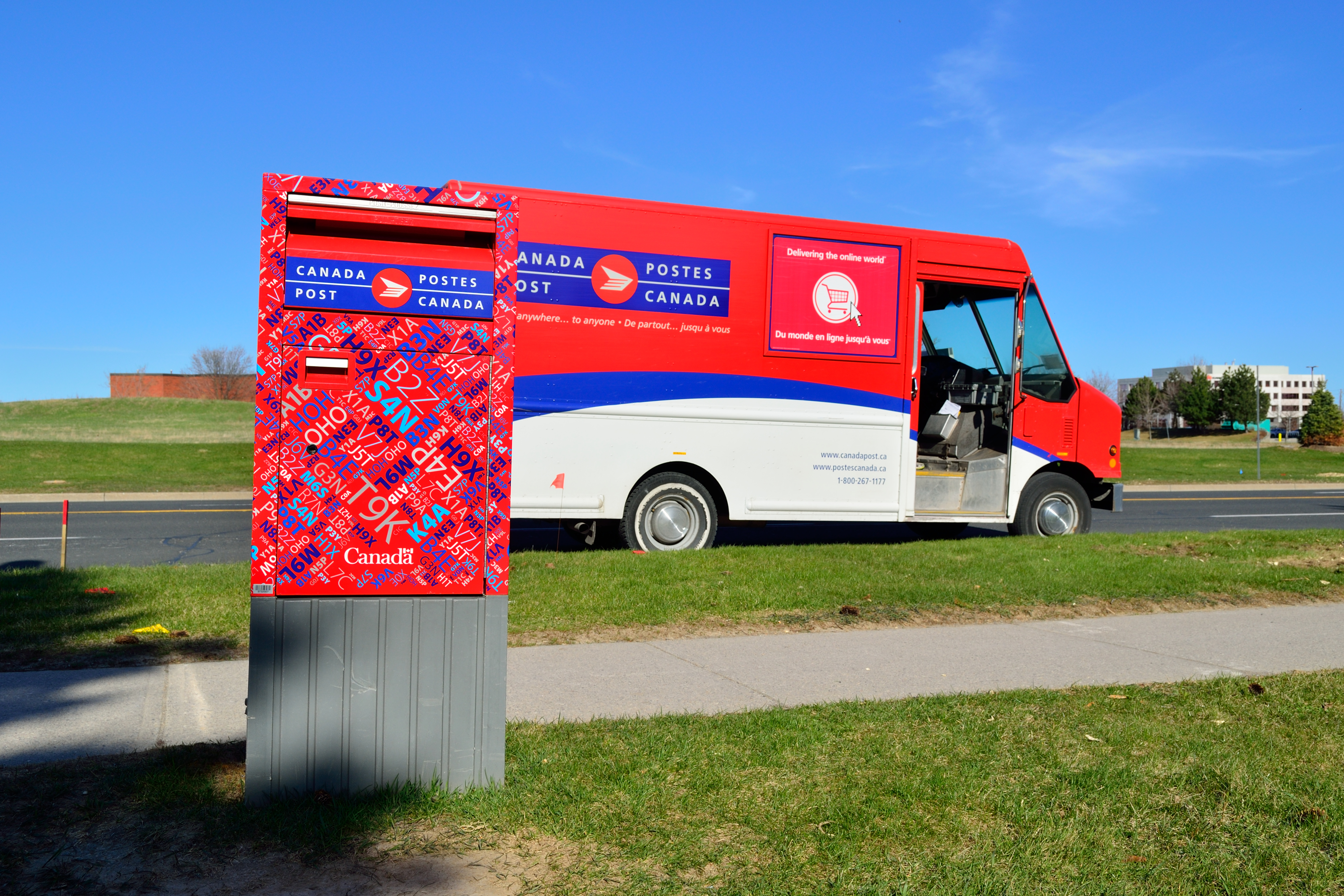
캐나다 포스트 배달 트럭과 우체통. 트럭의 측면 패널 광고는 전자 상거래 상품 배달에서 우편 서비스의 역할을 강조한다.

2018년 10월, CUPW는 캐나다 전역에서 캐나다 포스트와 새로운 합의를 협상하기 위해 파업을 시작했다. 파업은 11월 말까지 계속되었고, 트뤼도 정부는 우체국 직원들에게 업무 복귀를 명령했다. 이로 인해 30일간의 적체가 발생하여 캐나다 포스트는 캐나다 행 우편물 발송을 일시적으로 중단하게 되었고 2018년에 2억 7천만 달러의 손실을 기록했다.
캐나다 포스트는 2010년대와 2020년대 내내 전자 상거래 소포 배달의 성장에 적응하는 데 어려움을 겪었으며, 2018년에서 2024년 사이에 30억 달러 이상을 손실하고 10억 달러 이상의 부채를 쌓았다. 2006년에서 2023년 사이에 서신 배달은 연간 55억 건에서 20억 건으로 감소한 반면, 소포 수익은 2015년 16억 달러에서 2023년 34억 달러로 증가했다. 반대로 소포 배달 시장 점유율은 2019년 62%에서 2023년 23%로 급격히 감소했다.

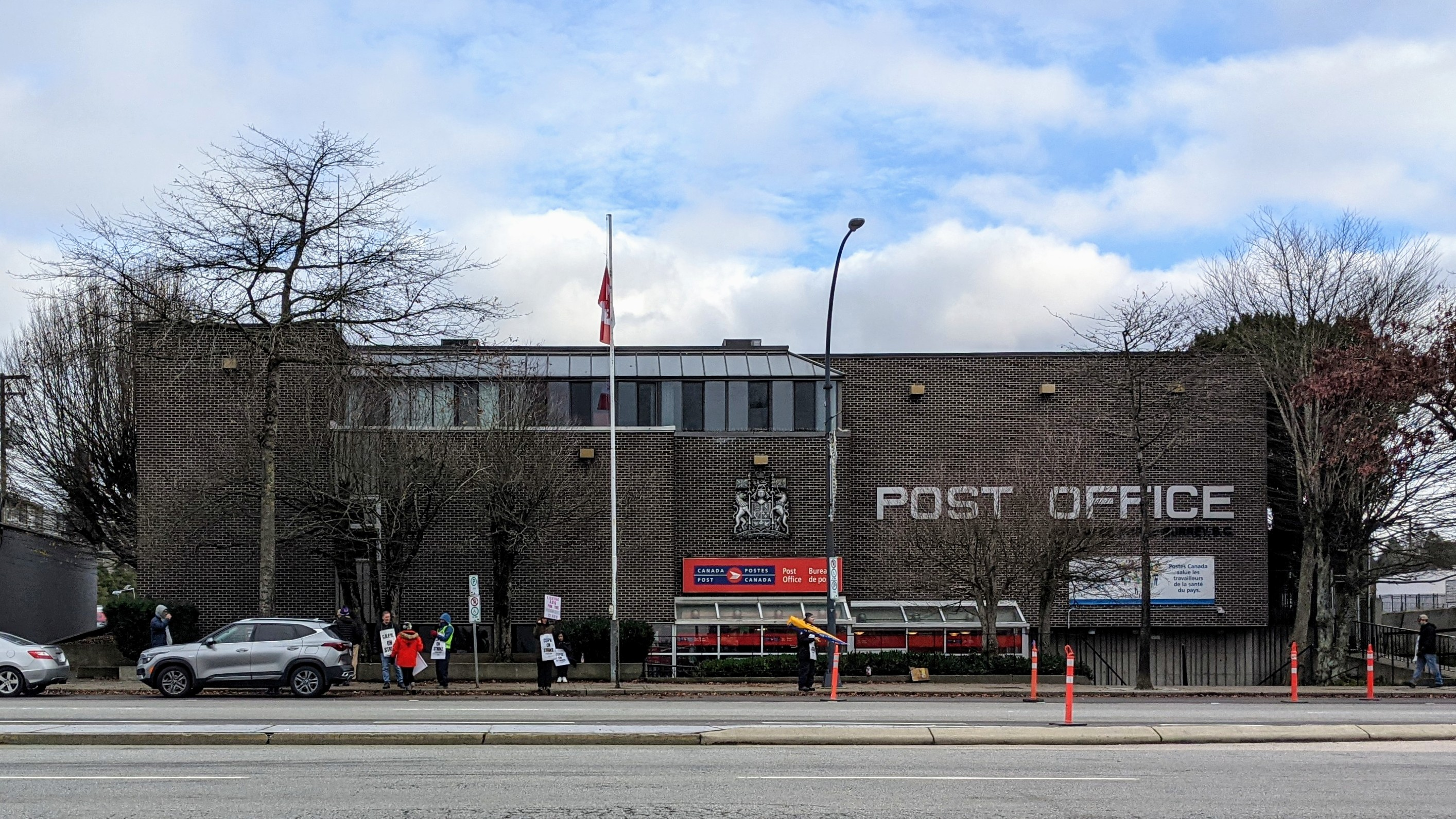
2024년 11월, 브리티시컬럼비아주 서리에서 캐나다 포스트 건물 밖에서 피켓 시위를 벌이는 CUPW 회원들

노사 관계와 비용은 이 기간 내내 지속적인 어려움이었다. 2023년에 캐나다 포스트는 69억 달러의 매출에 대해 49억 달러의 인건비와 직원 복리후생비를 지출했으며, 소포 배달 비용은 시간당 50~60달러로 업계 평균인 40~50달러를 초과했다. 2024년 11월, 32일간의 파업으로 캐나다 전역의 운영이 중단되었다.
캐나다 포스트의 2023년 연간 보고서에 따르면 2025년 말까지 자금이 고갈될 수 있다고 한다. 많은 공기업과 달리 캐나다 포스트는 자체 수익으로만 유지되어야 한다.

## 우편물 형식

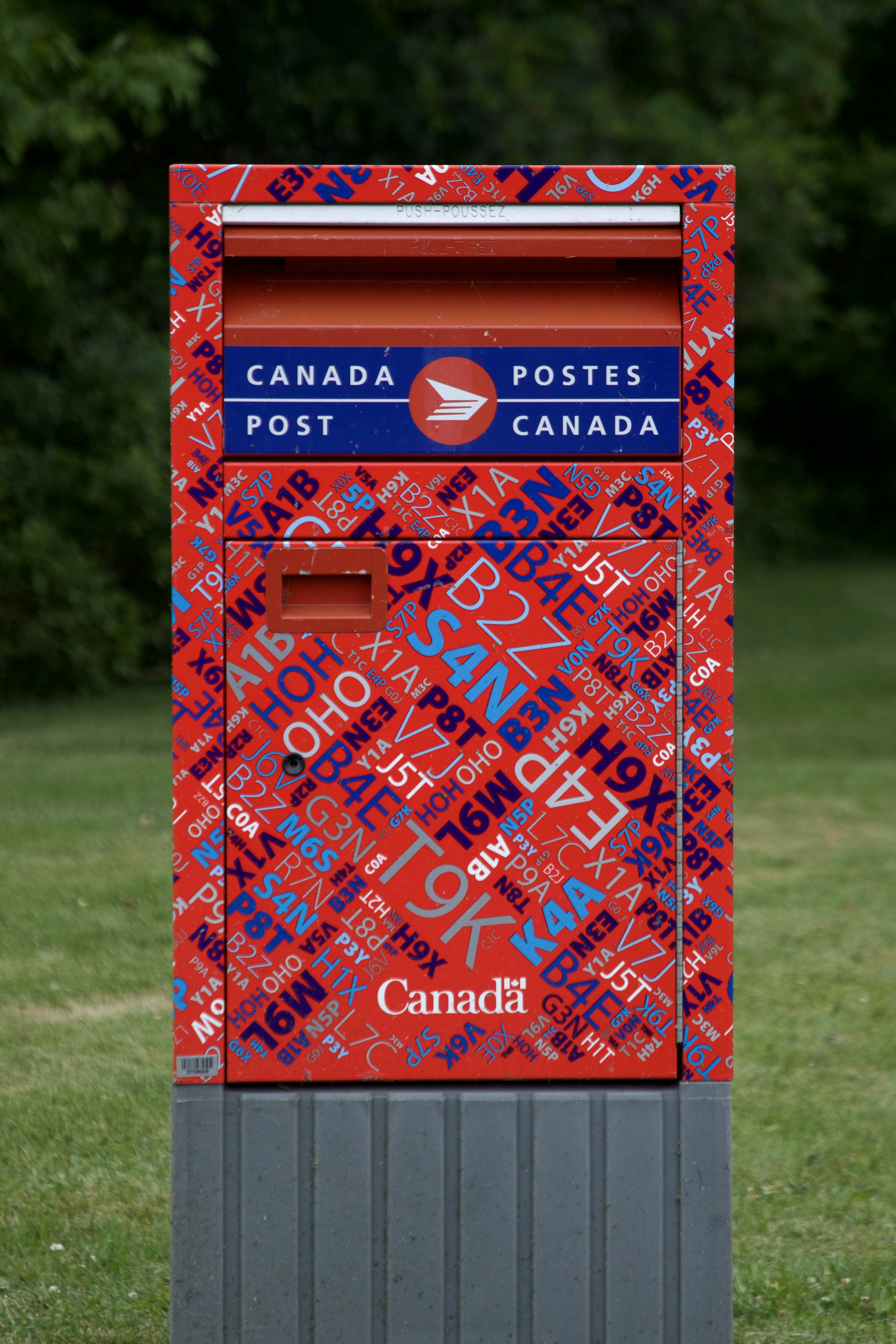
낙서/기물 파손 방지 우체통에 있는 캐나다 우편번호

캐나다 내에서 발송되는 모든 서신은 봉투 중앙에 수신인 주소가 있고, 봉투 오른쪽 상단 모서리에는 우표, 우편 표시, 미터 라벨 또는 프랭크 마크가 있어 우편 요금 납부를 확인한다. 반송 주소는 필수는 아니지만, 수신인 주소보다 작은 글꼴로 봉투 왼쪽 상단 모서리나 봉투 뒷면에 기재할 수 있다.
공식적인 주소 지정 프로토콜은 주소를 고정 폭 글꼴(예: 쿠리어)을 사용하여 블록 문자로 표기하는 것이다. 주소의 첫 번째 줄(들)에는 수신자의 개인 이름과 내부 주소가 포함된다. 뒤에서 두 번째 줄은 우체국 사서함, 일반 배달 표시 또는 거리 주소이며, 거리 유형의 약칭을 사용하고 구두점은 사용하지 않는다. 마지막 줄은 법적 지명, 한 칸 띄우기, 두 글자 주 약어, 두 칸 띄우기, 그리고 우편번호로 구성된다. 캐나다 내에서 우편물을 발송하는 경우 국가 표시는 불필요하다.
가상의 예시:
| JOHN JONES DÉPT MARKETING 10-321½ RUE CHARLES OUEST MONTREAL QC H3Z 2Y7            | JOHN JONES 1234 FRANKLIN AVE PO BOX 4001 STN A YELLOWKNIFE NT X1A 2B5 |
| JOHN JONES 1234 7TH CONCESSION SITE 6 COMP 10 RR 8 STN MAIN MILLARVILLE AB T0L 1K0 | JOHN JONES GD STN MAIN WALKERTON ON N0G 2V0                           |

## 주요 제품 및 서비스

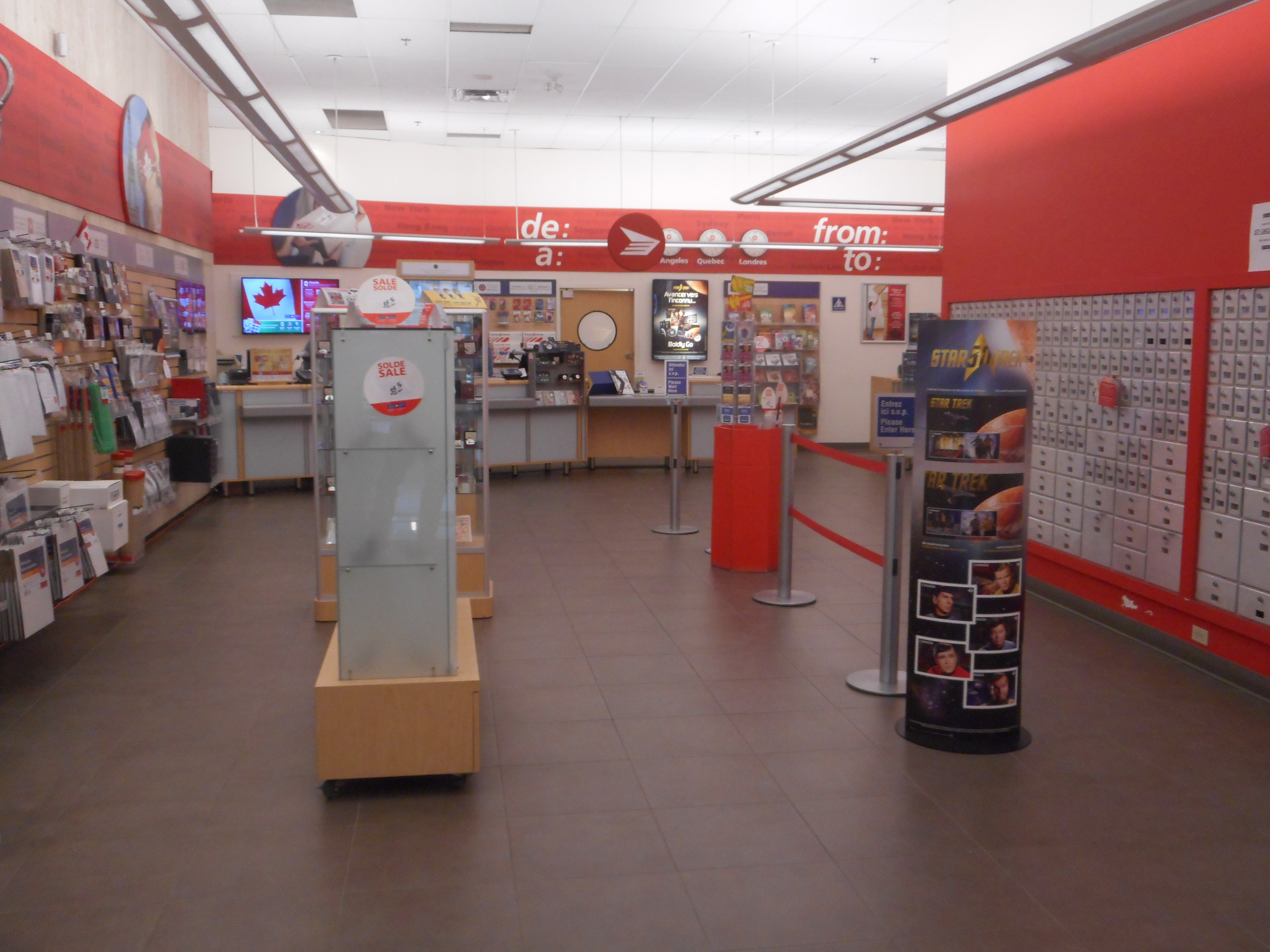
몬트리올의 캐나다 포스트 지점. 제품 및 서비스는 캐나다 포스트 지점에서 구매할 수 있다.

캐나다 포스트는 우편 안내서(Postal Guide)라는 모든 제품 및 서비스 디렉토리를 가지고 있으며, 서비스 범위를 거래 우편물(Transaction Mail), 소포(Parcels), 직접 마케팅(Direct Marketing)의 세 가지 주요 범주로 나누었다.

### 거래 우편물

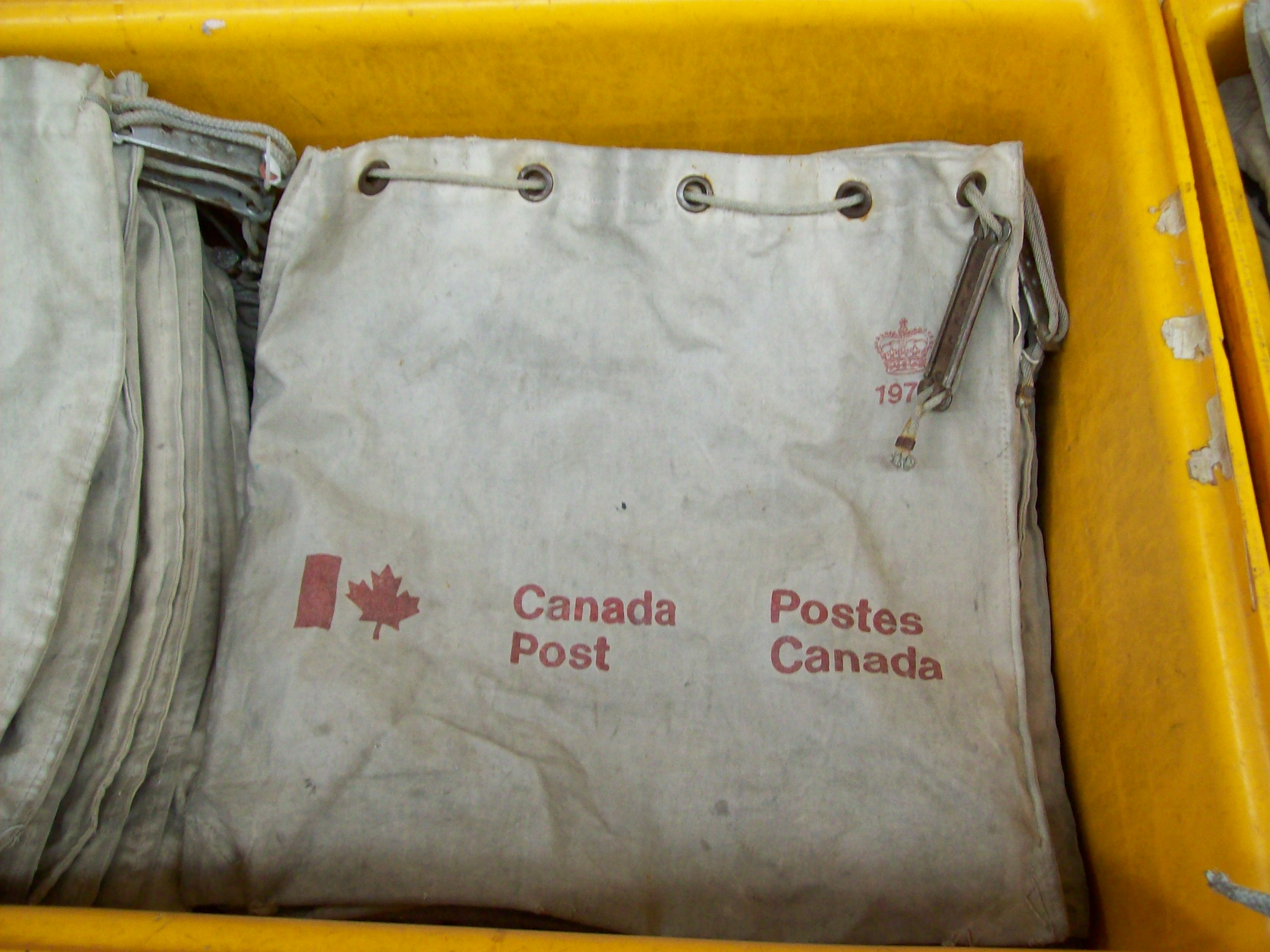
캐나다 포스트 우편 가방.

서신 우편 서비스는 거의 모든 종이 문서를 전송할 수 있게 한다. 2015년부터 2018년까지의 요금은 일반 서신(30g 이하)은 85센트, 30g에서 50g 사이의 서신은 1.20달러였다. 2025년 1월부터 이 요금은 각각 1.24달러와 1.75달러로 인상되었다. 요금은 일반적으로 매년 1월 중순에 인상된다. 일반 서신(30g 이하)의 경우 매년 인상된다.틀:Update after 요금은 물가 상승률과 연동된 가격 상한선 공식으로 규제되었다. 현재 캐나다 포스트는 "영구" 우표를 가지고 있는데, 이는 국내 요금으로 영원히 유효하여 요금 인상 후 1센트 우표를 살 필요가 없다. 서신 우편 요금은 무게와 크기에 따라 달라지며, 해당 물품이 위에서 언급한 표준 형식 또는 대형 형식에 속하는지 결정한다.
캐나다 포스트 웹사이트는 캐나다 내 배송 표준을 문서화한다.
- 서신우편[48]
- 우선 배송 표준[49]

일일 전국 항공우편 서비스는 1939년에 도입되었다. 캐나다 지방 배달 서비스 표준은 서신 우편 배달 표준 그리드에서 볼 수 있듯이 이틀이다.
국제적으로 발송되는 우편물은 서신 소포(letter-post)라고 한다. 이것은 종이 문서만 포함할 수 있다("소형 소포" 아래 참조). 2025년 기준으로 일반 서신 요금은 미국으로 발송하는 경우 1.75달러, 기타 목적지로 발송하는 경우 3.65달러이다.

### 소포

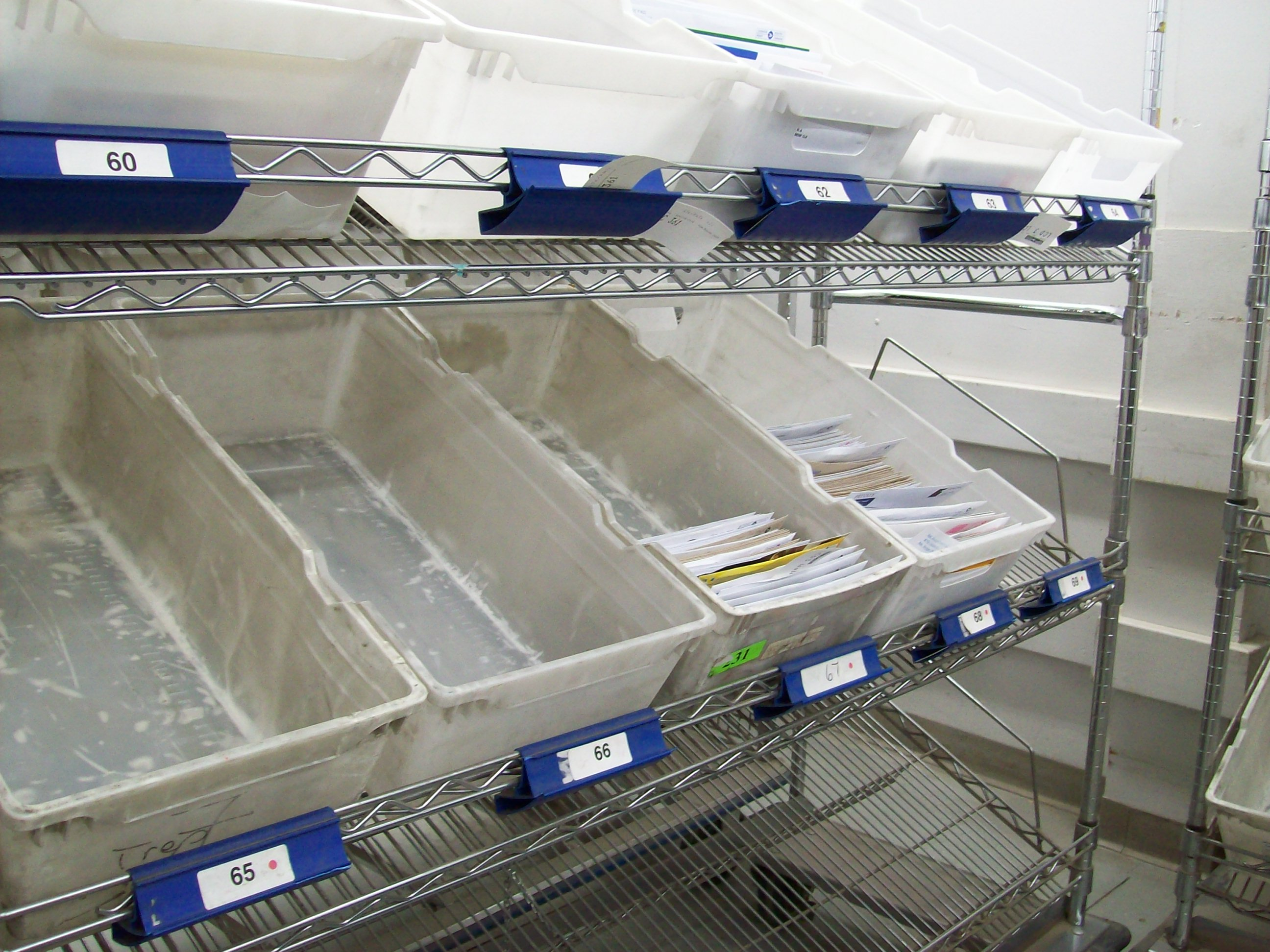
캐나다 포스트 우편 처리 시설의 소포

#### 국내

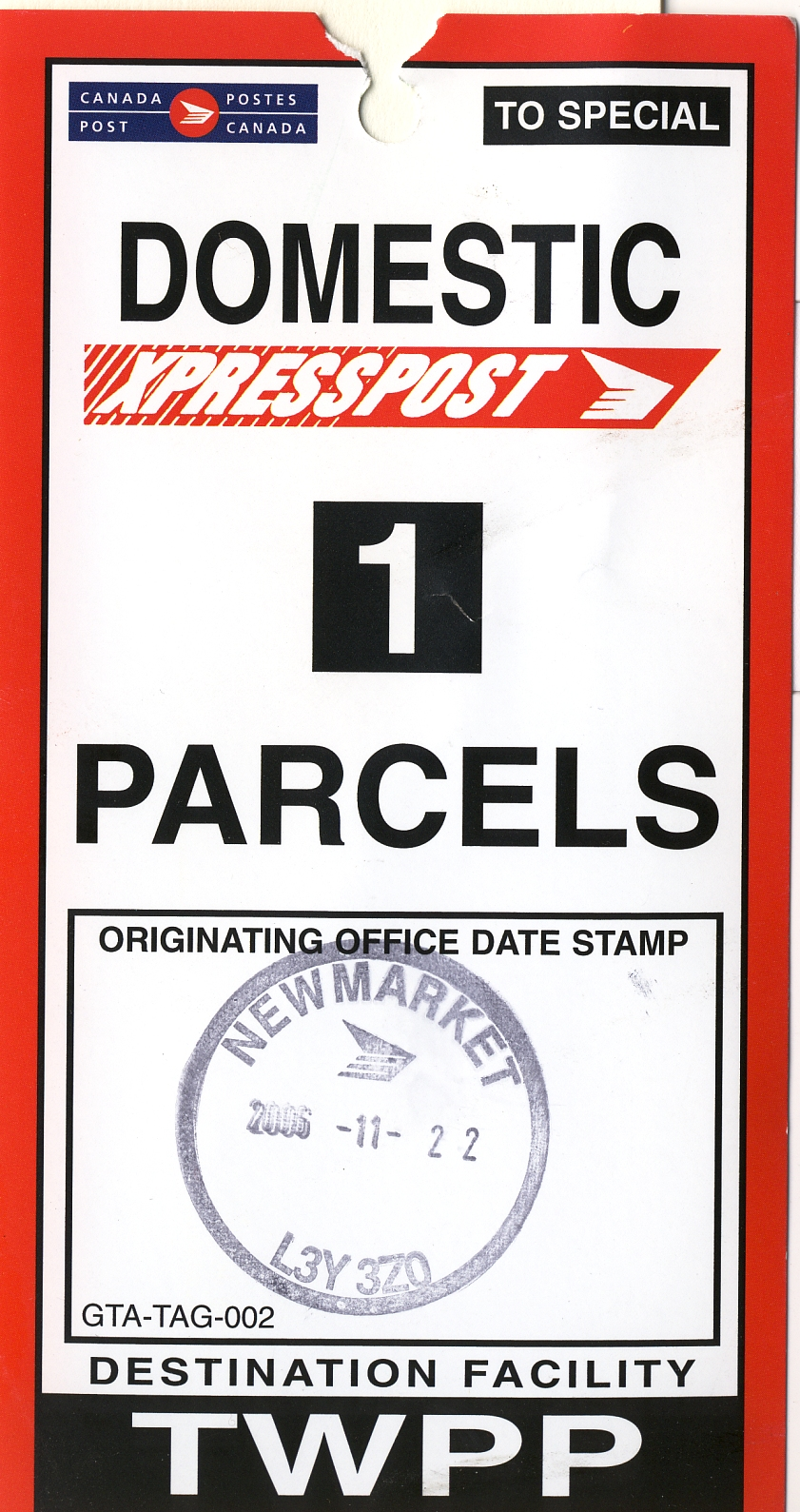
캐나다 포스트의 국내 Xpresspost 소포 서비스를 나타내는 캐나다 포스트 우편 가방 태그.

캐나다 포스트는 4가지 국내 소포 서비스를 제공한다. 요금은 거리, 무게 및 크기에 따라 달라진다. 최대 허용 무게는 30kg이다.
| 이름       | 설명                                                            |
| ---------- | --------------------------------------------------------------- |
| 일반 소포  | 목적지에 따라 2일에서 13영업일 소요 예상.                       |
| 신속 소포  | 비즈니스 고객에게만 제공.                                       |
| 신속 소포  | 목적지에 따라 1일에서 13영업일 소요.                            |
| Xpresspost | 소포 및 문서 서비스.                                            |
| Xpresspost | 주요 센터 간 1일에서 2영업일, 원격 지역은 최대 7영업일 소요.    |
| Priority   | 소포 및 문서 서비스.                                            |
| Priority   | 주요 센터 간 익일 서비스, 원격 지역은 7영업일 이내 서비스 제공. |

#### 국제

##### 소형 소포
- 항공 및 지상 서비스 이용 가능.
- 최대 무게는 2kg.
- 정시 배달 보장 없음.
- 분실 또는 지연 시 추적 또는 조사 불가.

##### 추적 소포
- 미국 및 기타 31개국에서 이용 가능.
- 최대 무게는 2kg.
- 정시 배달 보장 없음.
- 100달러 보험 포함.

##### 신속 소포 미국
- 미국으로 발송되는 물품에만 해당.
- 이름과 달리 서비스 보장이 제공되지 않는다.
- 최대 허용 무게는 30kg.
- 일반 국제 요금보다 저렴.
- 미국 우정청에 Priority Mail로 인계된다.

##### Xpresspost-미국 및 국제
- 미국 주소로의 신속하고 보장된 배달을 제공.
- 특정 국가로의 신속 배달을 제공.
- 최대 무게는 30kg(미국) 및 20~30kg(국제 목적지에 따라 다름).
- 미국 우정청 / 기타 우편 당국에 Priority Mail Express / EMS로 인계된다.

##### 국제 소포
- 항공 및 지상 서비스 이용 가능
- Xpresspost를 이용할 수 없는 국가로 배달 제공
- 정시 배달 보장 없음

### 직접 마케팅

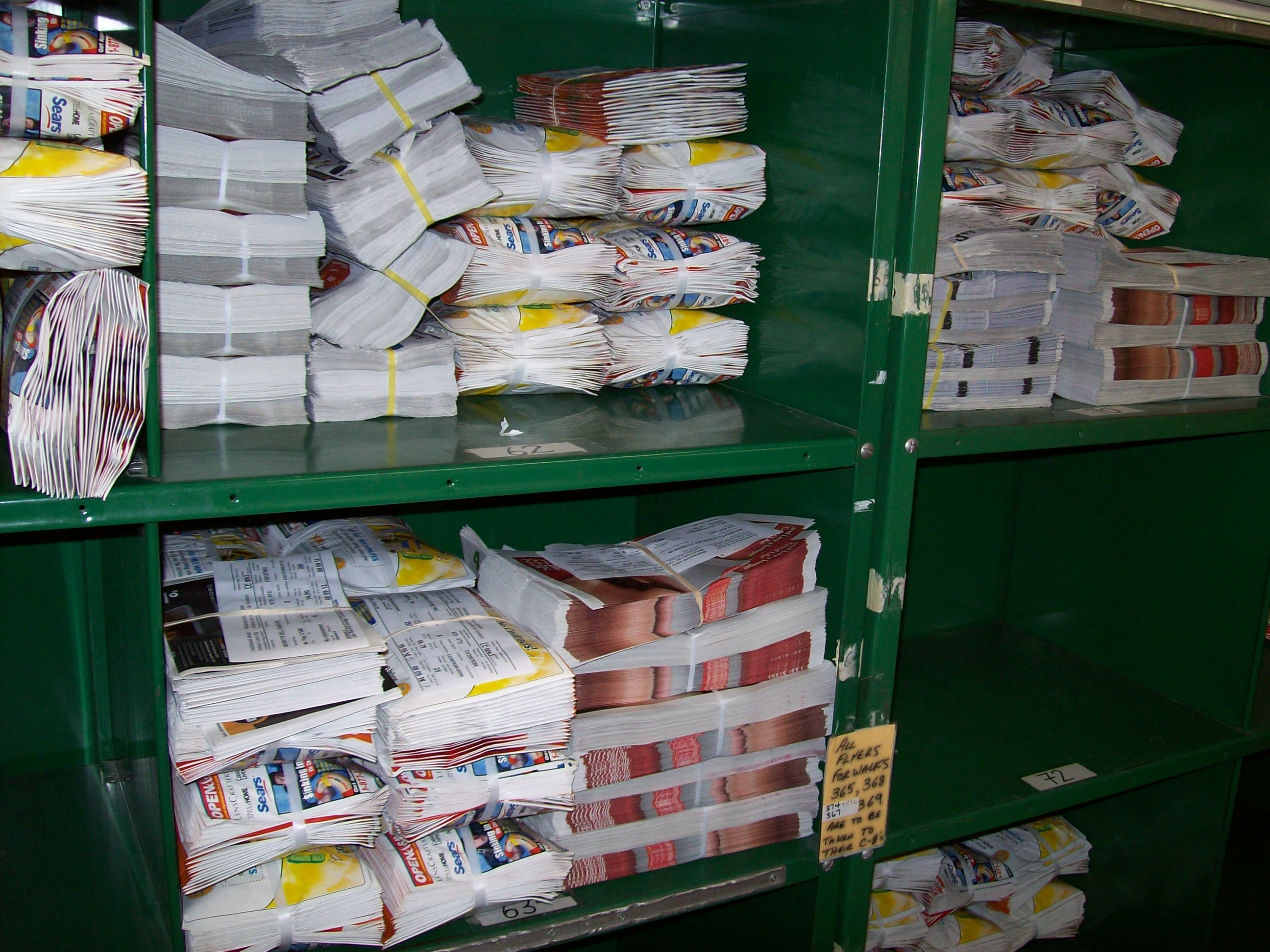
캐나다 포스트 우편 처리 시설에서 배포될 홍보 자료.

#### 개인 맞춤형 우편물
- 특정 거주자를 대상으로 하는 홍보 우편물.
- 최소 1,000개 이상의 물품.

#### 지역 우편물
- 캐나다 내 특정 배달 주소가 아닌 특정 지역이나 도시에 보내지는 인쇄물 및 제품 샘플로 구성된다.

#### 스냅 애드메일
2014년 9월 22일, 캐나다 포스트는 중소기업의 직접 마케팅 캠페인 생성 및 실행을 지원하는 올인원 온라인 도구인 Snap Admail을 공개했다.

### 매장

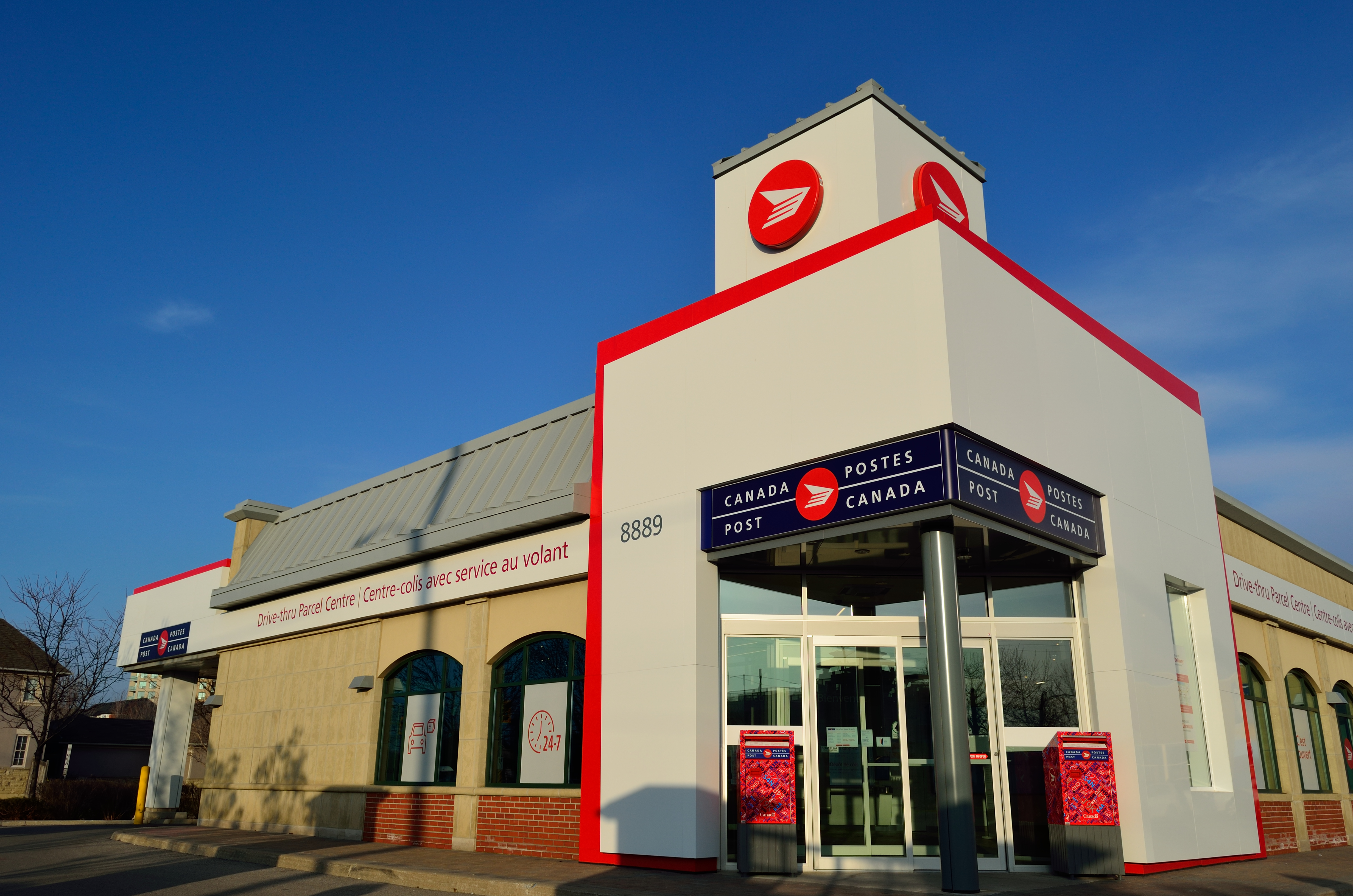
캐나다 포스트 드라이브 스루 소포 센터.

캐나다 포스트는 다양한 우표와 우편 용품을 대중에게 판매하는 매장을 운영한다. 개인 상점은 액면 우표, 배송 용품, 선불 봉투에 중점을 두는 반면 수집가 상점은 한정판 고정 및 기념 우표뿐만 아니라 동전도 판매한다.

### 우표 발행

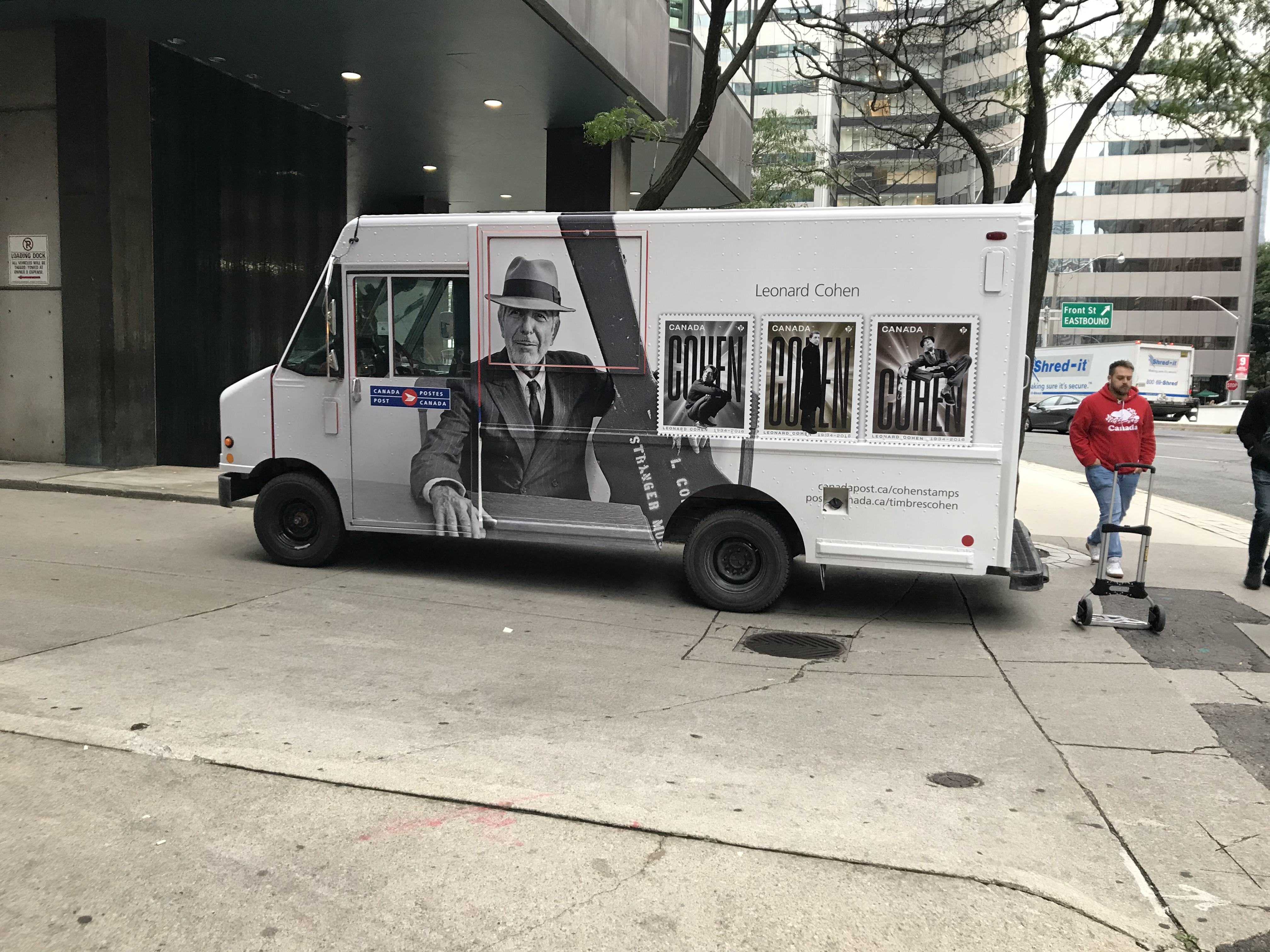
2019년, 레너드 코언을 주제로 한 캐나다 포스트의 기념 우표 시리즈를 홍보하는 광고로 래핑된 배달 트럭.

캐나다 포스트는 우표 디자인과 제작을 담당하지만, 실제로 우표에 나타날 주제나 최종 디자인을 선택하지는 않는다. 그 임무는 우표 자문 위원회의 관할이다. 그들의 목표는 캐나다 역사, 유산, 전통을 반영하여 지역적으로나 문화적으로 광범위한 호소력을 가질 우표 프로그램을 권장하는 것이다.
캐나다 포스트는 위원회 회의를 소집하기 전에 캐나다 시민들로부터 우표 주제에 대한 제안도 환영한다. 최근 우표에 등장한 주제에 대한 아이디어는 거절된다. 위원회는 2년 전에 작업하며 매년 약 20개의 주제를 승인할 수 있다.
우표 주제가 선정되면 캐나다 포스트의 우표 제품 그룹은 조사를 수행한다. 디자인은 전문성이 입증된 두 회사에 의뢰된다. 디자인은 익명으로 위원회에 제출된다. 위원회의 과정과 선정 정책은 도입된 지 30년이 지났지만 거의 변하지 않았다.

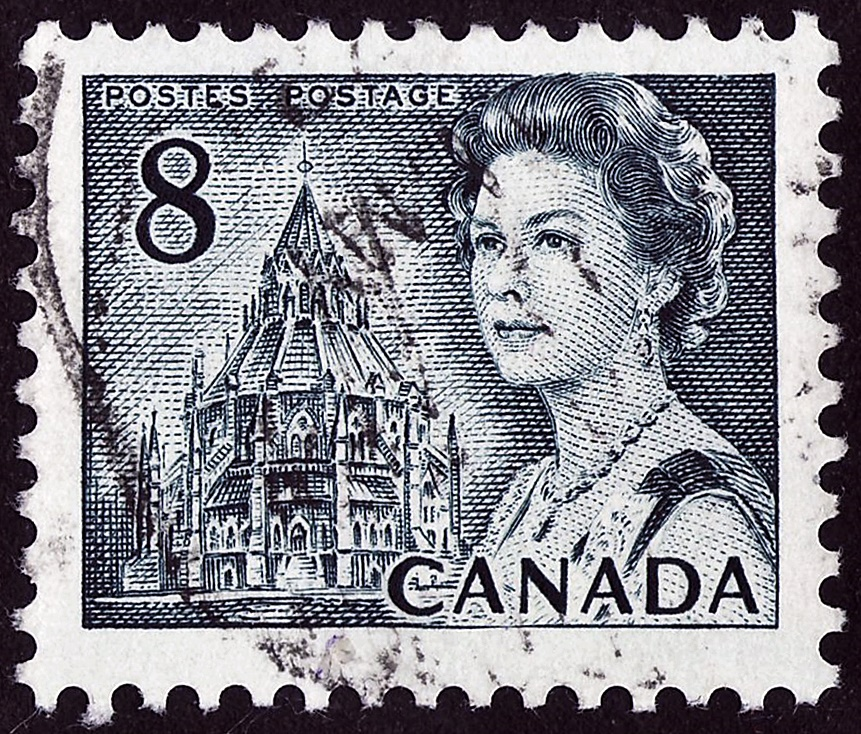
1971년 엘리자베스 2세 확정 우표

주목할 만한 우표로는 캐나다 확정 우표인 엘리자베스 2세 확정 우표, 캐나다 포스트 밀레니엄 우표, 그리고 다양한 아이스하키 및 올림픽 우표 등이 있다.

### 추적 번호 및 바코드
캐나다 포스트는 사전 인쇄된 라벨에 13자리 영숫자 추적 번호/바코드를 사용한다. 바코드는 두 글자, 이어서 여덟 자리의 일련 번호, 그리고 아홉 번째 자리인 체크 숫자로 구성된다. 처음 두 글자는 서비스 유형(등기 우편은 RN, 특급 우편 봉투는 PG)을 나타낸다. 마지막 두 글자는 CA이다. 체크 숫자는 글자를 무시하고 처음 8자리 숫자만 고려한다. 이 체계는 이 8자리 각각에 다른 가중치 요소(8 6 4 2 3 5 9 7)를 곱한다. 이 모든 곱셈의 합계를 11로 나눈다. 11로 나눈 나머지 값은 0에서 10까지의 숫자를 제공한다. 이를 11에서 빼면 1에서 11까지의 숫자가 나온다. 이 결과가 체크 숫자인데, 10 또는 11인 두 가지 경우에는 예외이다. 10이면 0으로 변경되고, 11이면 5로 변경된다. 체크 숫자는 바코드 스캔이 올바른지 또는 바코드의 수동 입력이 올바른지 확인하는 데 사용될 수 있다. 바코드 숫자 확인 시스템은 Modulo 11 또는 Modulus 11 숫자 계산이라고 한다.
캐나다 포스트는 캐나다 포스트 우체국에서 시작된 소포에 16자리 숫자 추적 번호/바코드를 사용한다. 처음 7자리는 해당 소포가 시작된 특정 우체국의 참조 번호이다. 바코드가 올바르게 읽혔는지 확인하기 위해 Modulus 10 숫자 계산이 사용되며, 이는 룬 알고리즘이라고도 불린다. 미국 우정청과 캐나다 포스트는 모두 바코드를 확인하는 데 동일한 시스템을 사용하지만, 미국 우정청은 20자리 숫자 추적 번호를 사용한다는 차이점이 있다. 이러한 유형의 바코드는 GS1-128이라고 한다.

## 조직 및 노사 관계

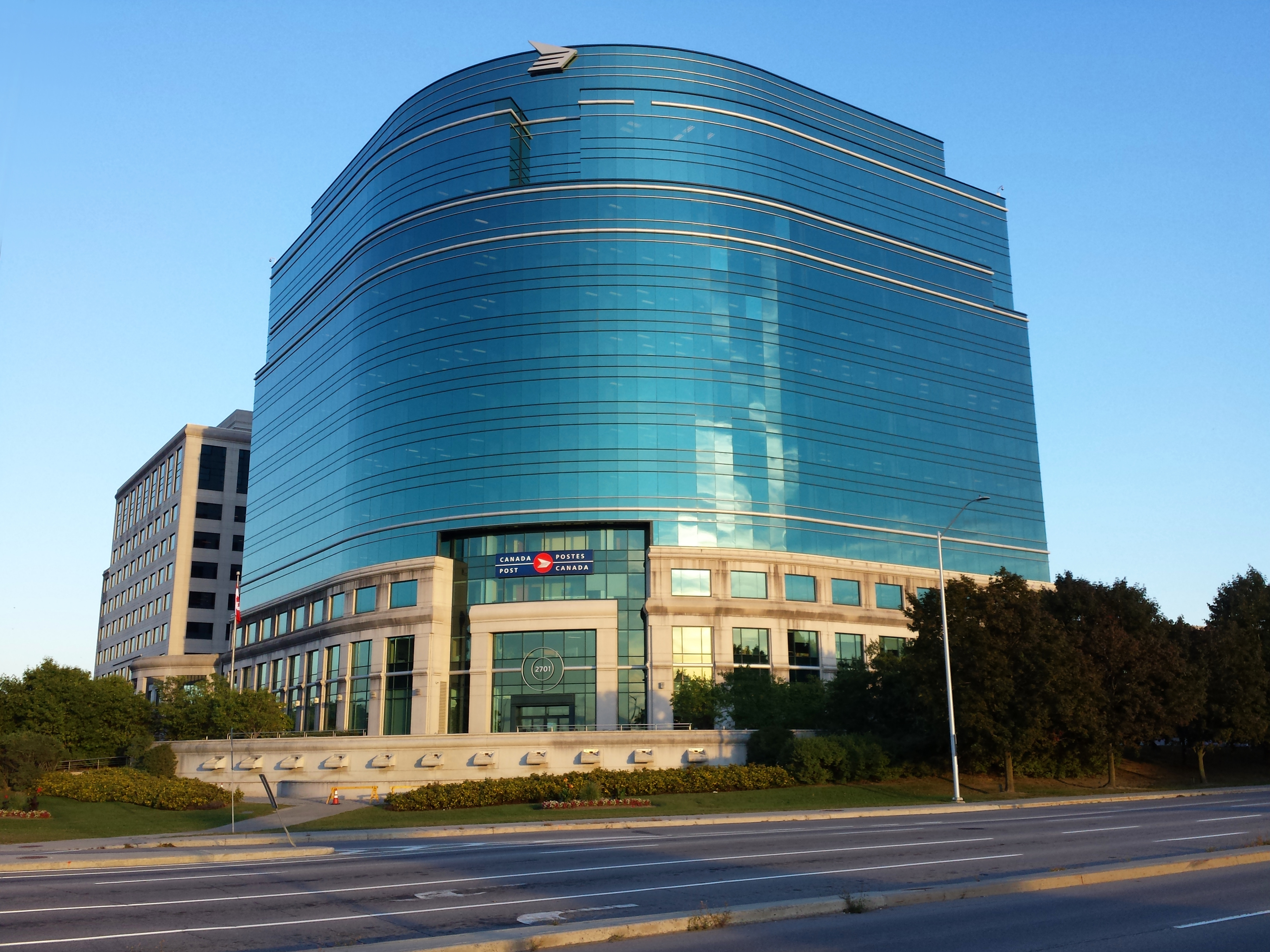
오타와의 캐나다 포스트 본사

일부 공기업과는 달리 캐나다 포스트는 오로지 수익으로만 유지된다. 법인 계획 및 우편 요금 책정을 포함한 많은 사업 관행은 연방 정부의 승인을 받아야 한다.

### 사장 및 최고경영자
1981년, 캐나다 포스트는 사장과 최고경영자를 둔 공기업이 되었다.
| 연도       | 이름             | 비고                                                               |
| ---------- | ---------------- | ------------------------------------------------------------------ |
| 1981–1985  | 마이클 워렌      | 피에르 트뤼도의 조언에 따라 임명됨.                                |
| 1986–1992  | 도널드 할리 랜더 | 브라이언 멀로니의 조언에 따라 임명됨.                              |
| 1993–1998  | 조르주 클레르몽  | 킴 캠벨의 조언에 따라 임명됨.                                      |
| 1999–2004  | 앙드레 우엘렛    | 장 크레티앵의 조언에 따라 임명됨. 전 Postmaster General.           |
| 2004–2010  | 모야 그린        | 폴 마틴의 조언에 따라 임명됨.                                      |
| 2010–2011  | 스튜어트 베이컨  | 그린의 퇴임 후 스티븐 하퍼의 조언에 따라 임시 최고경영자로 임명됨. |
| 2011–2018  | 디팍 초프라      | 스티븐 하퍼의 조언에 따라 임명됨.                                  |
| 2018– 2019 | 제시카 맥도날드  | 이사회에 의한 임시 임명.                                           |
| 2019–현재  | 더그 에팅어      | [ 59 ]                                                             |

### 옴부즈맨
캐나다 포스트의 옴부즈맨 사무실은 캐나다 정부가 임명한 자문 패널이 실시한 1995년 캐나다 포스트 임무 검토의 결과로 1997년 10월에 설립되었다.
옴부즈맨은 우편 서비스 불만을 해결하는 최종 항소 기관이다. 캐나다 포스트가 고객의 만족을 해결하지 못하는 경우, 고객은 옴부즈맨에게 항소할 수 있다. 옴부즈맨은 공사에 대해 입법 권한은 없지만, 사무실이 캐나다 포스트에 제시하는 권고는 회사 프로세스를 개선하고 정책을 수정하며 절차 준수를 강화하는 데 도움이 될 수 있다.
옴부즈맨은 캐나다 포스트 직원 및 경영진으로부터 독립적이며, 이사회 회장에게 직접 보고한다. 프랑신 콘 여사는 2011년 7월 11일 캐나다 포스트의 네 번째이자 현 옴부즈맨으로 임명되었다. 옴부즈맨 사무실에서 제공하는 서비스는 무료이다.

### 노사 관계

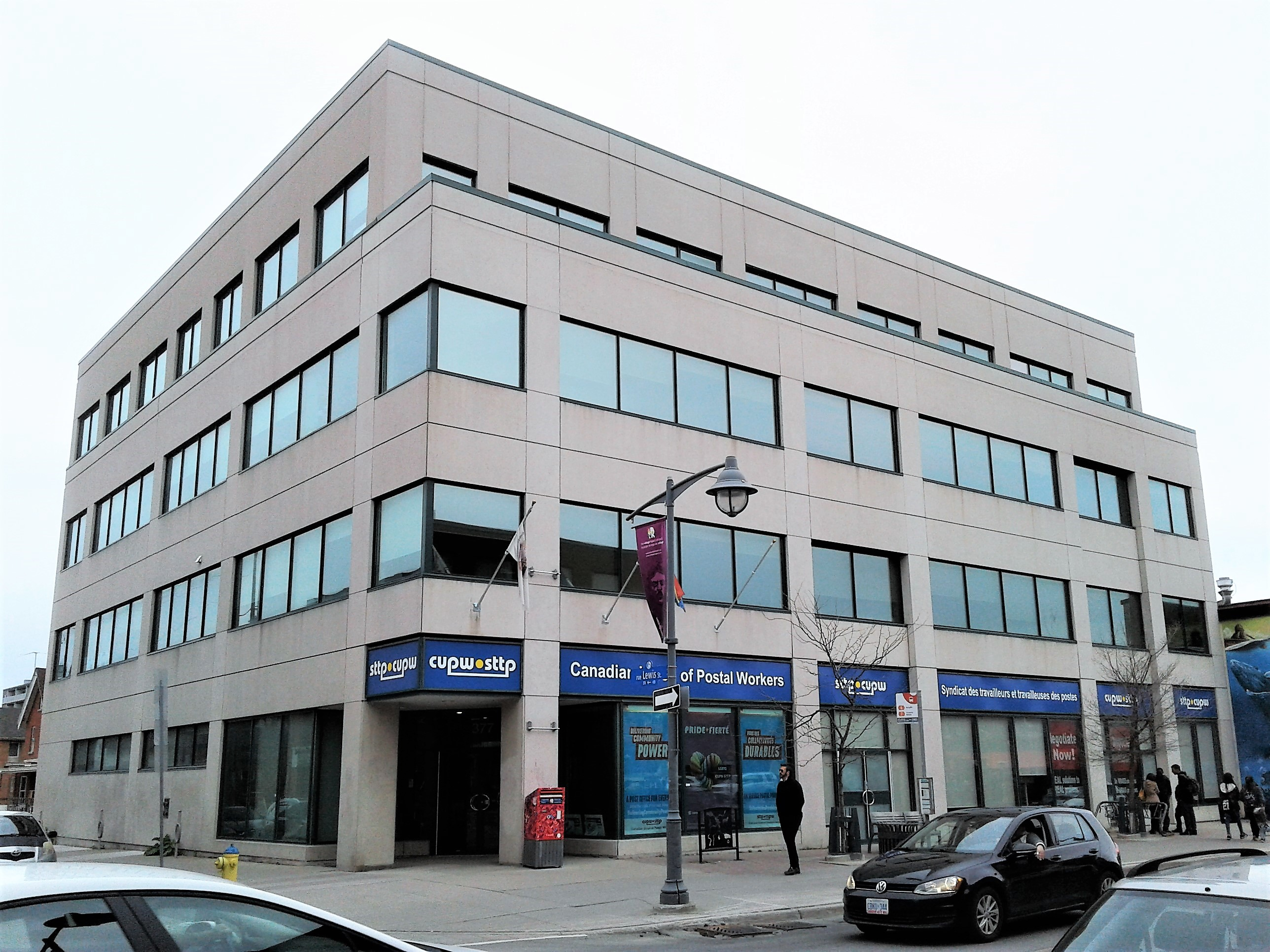
오타와에 있는 캐나다 우체국 노동조합 본부 건물.

캐나다 포스트는 노조, 특히 Canadian Union of Postal Workers(CUPW) 및 캐나다 우체국 배달원 연합(1989년 CUPW와 합병)과의 노사 관계에 어려움을 겪었으며, 이는 캐나다 우편 서비스를 여러 차례 중단시킨 주기적인 파업으로 이어졌다. 1965년부터 1997년 사이에 적어도 19건의 파업, 직장폐쇄, 워크아웃이 있었으며, 여기에는 여러 차례의 살쾡이파업도 포함되었다. 1970년대 이후 이러한 파업 중 다수는 파업파괴자들과 캐나다 의회의 업무 복귀 명령으로 대응되었다.
CUPW에 속하지 않는 캐나다 포스트 직원들은 거의 모두 세 개의 작은 노동조합 중 하나에 속해 있다. Canadian Postmasters and Assistants Association는 12,000명의 시골 노동자를 포괄하며, 캐나다 우편 공무원 협회는 3,400명의 감독관을, Union of Postal Communications Employees는 2,600명의 기술 노동자를 대표한다.
2004년에 시골 노선 계약자들은 캐나다 포스트의 직원이 되었고 캐나다 우체국 노동조합(CUPW)에 가입했다.

## 산타클로스에게 보내는 편지

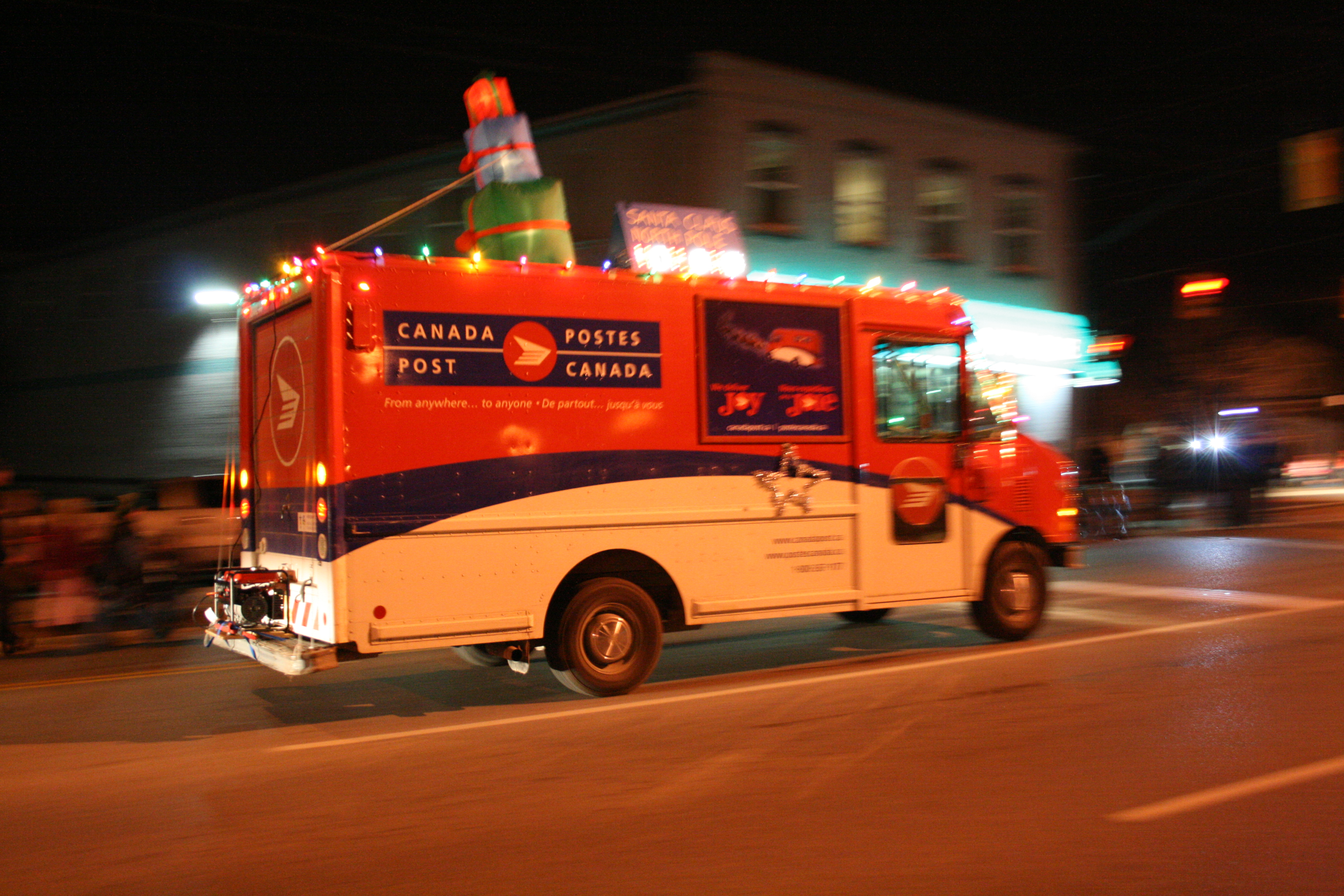
상단에 "산타클로스 북극"이라고 쓰인 간판이 있는, 크리스마스 테마의 캐나다 포스트 배달 트럭

캐나다 포스트는 매년 산타클로스에게 보내는 수백만 통의 편지를 받는다. 1974년, 캐나다 퀘벡 주 몬트리올에서 세 명의 캐나다 포스트 직원들이 산타에게 온 편지에 답장을 하기 시작했다. 1982년, 캐나다 포스트는 캐나다 전역으로 이 사업을 확대하고, 보내진 모든 편지에 답장을 할 것을 약속했다. 캐나다에서 산타클로스에게 편지를 보낼 때는 우표가 필요 없으며, 특별한 전용 우편번호인 H0H 0H0가 있다. 약 15,000명의 현직 및 퇴직 직원들이 산타를 대신하여 여러 언어로 받은 각 편지에 답장을 한다. 지난 27년 동안 자원봉사자들은 1,500만 통 이상의 편지를 썼다. 캐나다 포스트는 또한 신에게 보내는 편지와 때로는 부활절 토끼에게 보내는 편지도 받는다.
2001년, 캐나다 포스트는 산타에게 이메일 메시지를 받기 시작했다. 2006년에는 44,000개 이상의 이메일 메시지에 답장이 되었다.
2024년 파업으로 인해 캐나다 포스트는 산타에게 편지를 보낼 수 있는 마감일을 없앴다. 부모들은 자녀들의 소원을 보낼 다른 방법을 찾아야 했다. 전국적으로 도서관, 기업, 소방관 등이 도움을 주었다. 1997년 캐나다 포스트 파업 이후 산타에게 편지를 보낼 대체 방법으로 만들어진 emailSanta.com 웹사이트는 산타에게 보내는 편지 수가 250% 이상 증가했다.